# Glenea griseoguttata
Glenea griseoguttata là một loài bọ cánh cứng trong họ Cerambycidae.